# نواف محمد المعاودة
نواف محمد المعاودة (مواليد 1976) سياسي بحريني، يشغل منصب وزير العدل والشؤون الأسلامية والأوقاف منذ 13 يونيو 2022.

## تعليمه
حصل المعاودة على درجة الليسانس في الحقوق من جامعة القاهرة في مصر لعام 1999-2000. ثم حصل على الماجستير في إدارة الأعمال من جامعة المملكة في البحرين عام 2008.

## سيرته العملية
شغل المعاودة منصب وكيل الادعاء العام خلال بين 2001 حتى 2003، ثم شغل نفس المنصب خلال الفترة 2003 حتى 2007. تولى في سنة 2006 تولى رئاسة اللجنة التنسيقيَّة والمتابعة للانتخابات النيابية والبلدية. شغل المعاودة لاحقًا منصب رئيس نيابة عامة بدرجة قاض ٍ خلال الفترة من 2007 حتى 2009. تولَّى منصب رئيس نيابة عامة بدرجة رئيس محكمة كبرى خلال الفترة من 2010 حتى 2011.
عُين في سنة 2011 مديرًا عامًا للإدارة العامة للمطبوعات والنشر في هيئة شؤون الإعلام واستمر في منصبه حتى سنة 2012. وفي نفس السنة المذكورة، عُين أمينًا عامًا للأمانة العامة للتظلمات في وزارة الداخلية، ثم عُين في سنة 2013 رئيسًا لمفوضية حقوق السجناء والمحتجزين، واستمر على كلا المنصبين حتى عام 2022.
في 13 يونيو 2022 صدر مرسومًا ملكيًا بتعديل وزاري، وعُين نواف المعاودة وزيرًا للعدل والشؤون الإسلامية والأوقاف، كما جُدد تعيينه في نفس المنصب في مرسوم تشكيل الحكومة الذي صدر في 21 نوفمبر 2022.

## أوسمة
حصل المعاودة على وسام الكفاءة من الدرجة الأولى بموجب الأمر الملكي السامي رقم (23) لسنة 2016، والذي صدر بتاريخ 9 مايو 2016.